# Edwina Ashley
Edwina Cynthia Annette Mountbatten, contessa consorte Mountbatten of Burma, viscontessa consorte Mountbatten of Burma, baronessa consorte Romsey, GBE, DCVO, CI, GCStJ (Broadlands, 28 novembre 1901 – Jesselton, 21 febbraio 1960), è stata un'ereditiera inglese, socialite, operatrice umanitaria, moglie di Louis Mountbatten, I conte Mountbatten of Burma, e ultima Viceregina d'India.

## Lignaggio e ricchezza
Edwina Mountbatten, contessa Mountbatten of Burma nacque Edwina Cynthia Annette Ashley nel 1901, la maggiore delle due figlie di Wilfred William Ashley, poi I barone Mount Temple (della creazione del 1932), che era un deputato conservatore.
Paternalmente, la Ashley discendeva dai conti di Shaftesbury che erano stati nobilitati come baroni nel 1661, e classificati come baronetti dal 1622. Era una bisnipote del riformista VII conte di Shaftesbury attraverso il figlio minore, The Hon. Evelyn Melbourne Ashley (1836–1907) e sua moglie, Sybella Farquhar (m. 1886), una nipote del VI duca di Beaufort. Da questo ramo cadetto dei pari Ashley-Cooper sarebbe derivata l'eredità della tenuta di Broadlands, e di Classiebawn Castle a Sligo in Irlanda.
La madre della Ashley era Amalia Mary Maud Cassel (1879–1911), figlia del magnate internazionale Sir Ernest Joseph Cassel, amico e finanziatore privato del futuro re Edoardo VII. Cassel era uno degli uomini più ricchi e potenti d'Europa. Perse la sua amata moglie (Annette Mary Maud Maxwell), per la quale si era convertito dall'ebraismo al cattolicesimo. Perse anche la sua unica figlia, Amalia. Decise di lasciare la maggior parte della sua enorme fortuna a Edwina, la maggiore delle sue nipoti.
Dopo che il padre della Ashley si risposò nel 1914 con Molly Forbes-Sempill, la giovane fu inviata in un collegio scolastico, prima a The Links a Eastbourne, poi a Alde House nel Suffolk, in nessuno dei quali si dimostrò un'allieva volenterosa. Suo nonno, Sir Ernest, risolse il dilemma domestico, invitandola a vivere con lui e, al fine, di agire come padrona di casa presso la sua residenza di Londra, Brooke House. In seguito, queste altre magioni, Moulton Paddocks e Branksome Dene, sarebbero diventate parte dell'eredità Cassel.

## Matrimonio
All'epoca del primo incontro di Lord Louis Mountbatten con Edwina nel 1920, lei era un membro di spicco della società londinese. Suo nonno morì nel 1921, lasciandole due milioni di sterline (65.800.000 in sterline di oggi), la sede di campagna Broadlands nell'Hampshire e la sontuosa residenza di Londra, Brooke House, in un'epoca in cui lo stipendio navale del suo futuro marito era £ 610 per anno (20.000 in sterline a oggi).

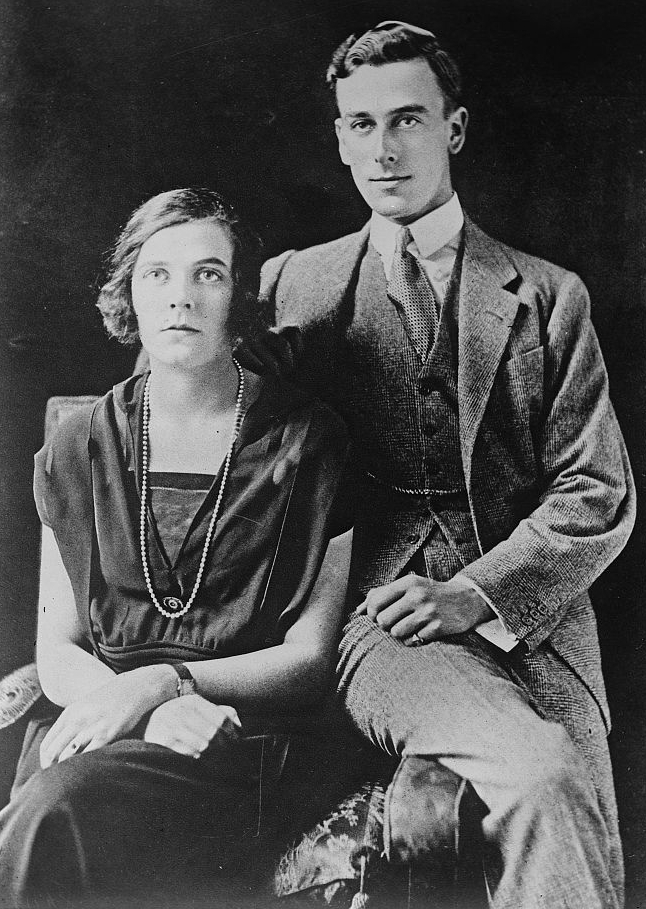
Louis e Edwina Mountbatten al principio del loro matrimonio.

La Ashley e Lord Mountbatten si sposarono il 18 luglio 1922 nella Chiesa di Santa Margherita a Londra. I parenti di Louis Mountbatten, la famiglia reale britannica, erano tutti presenti. L'allora principe di Galles, il futuro re Edoardo VIII funse da testimone dello sposo.
I Mountbatten ebbero due figlie femmine, Patricia (14 febbraio 1924-13 giugno 2017) e Pamela (nata il 19 aprile 1929).
Lady Mountbatten visse una vita elegante e privilegiata quasi totalmente dedicata alla ricerca del piacere—e infatti, partì per un lungo viaggio in mare durante la metà degli anni trenta, quando per molti mesi nessuno aveva idea di dove si trovasse.
Publishers Weekly sintetizzò così la biografia di Janet Morgan su Lady Mountbatten: "Edwina Ashley sposò Lord Louis ('Dickie') Mountbatten nel 1922 all'età di 20 anni, poi intraprese due decenni di frivolezza. Non contenta di avere due figlie ben educate e di un "ragazzo entusiasta" come marito, si rifugiò in amanti e suscitò scandali".

## Viceregina d'India

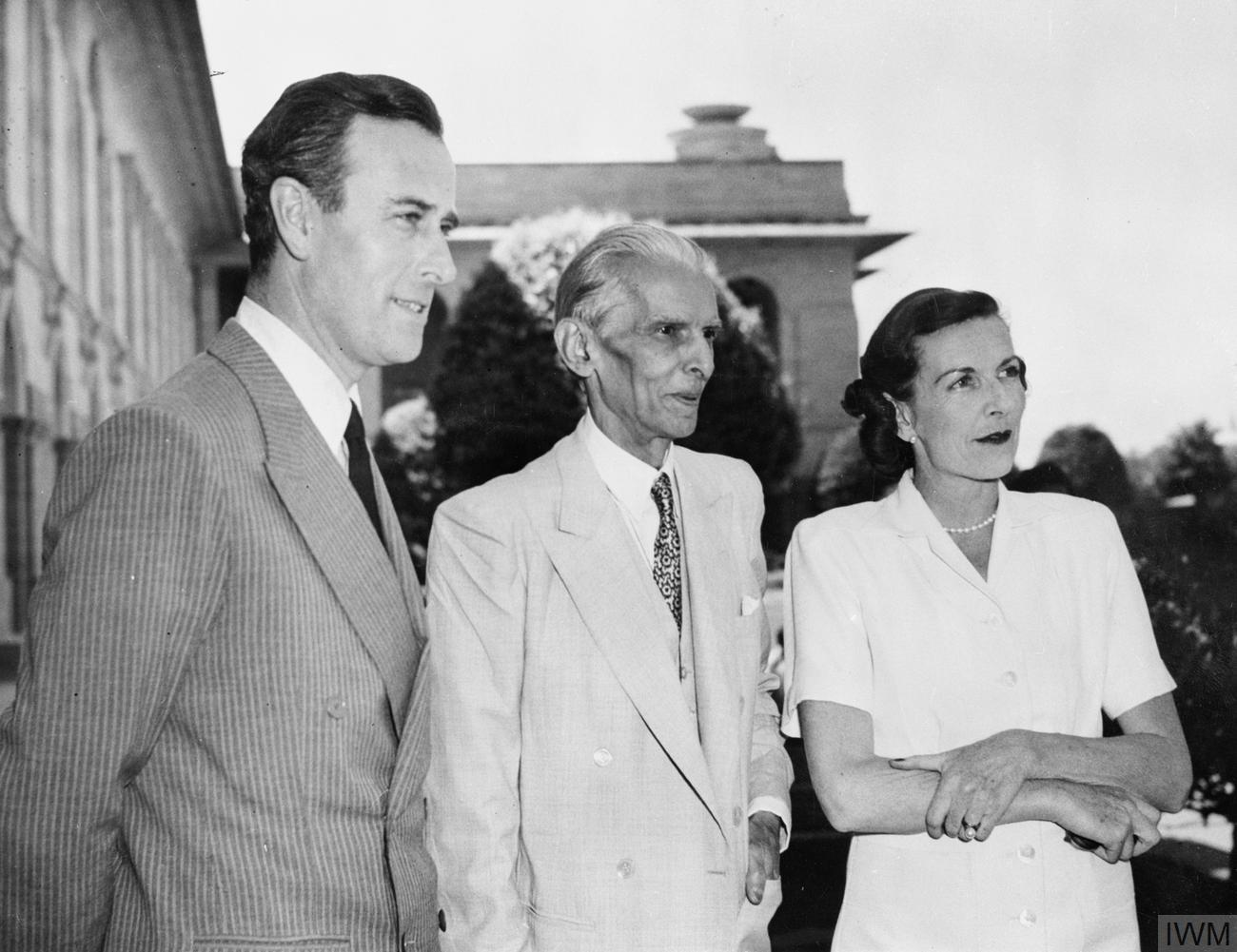
I Mountbatten con Muhammad Ali Jinnah, fondatore e primo Governatore Generale del Pakistan

Allo scoppio della seconda guerra mondiale, Lady Mountbatten acquisì un nuovo scopo nella vita e consacrò la sua notevole intelligenza ed energia al servizio degli altri. È soprattutto ricordata per il suo servizio nel periodo post-partizione dell'India, quando cinque province furono suddivise formando il Pakistan come risultato di un movimento guidato da Mohammad Ali Jinnah.

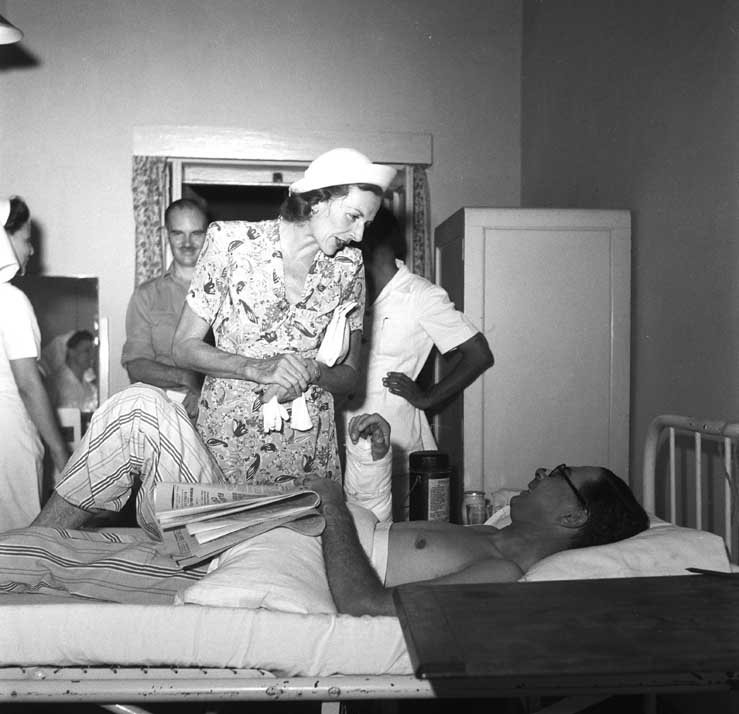
Lady Mountbatten all'Ospedale della Polizia, Delhi

Lord e Lady Mountbatten funsero come ultimi viceré e viceregina dell'India britannica, dopo che il governo britannico gli diede potere plenipotenziario per organizzare l'indipendenza dell'India britannica. Dopo la partizione, Lord Mountbatten rimase per breve tempo come il primo dei due governatori-generali dell'India. Nel 1950 il legame con la monarchia fu reciso e il governatore generale dell'India fu sostituito con un presidente non esecutivo.
Lady Mountbatten in tutti i conti della rottura violenta che seguì la partizione dell'India è universalmente elogiata per i suoi sforzi eroici per alleviare la miseria. Continuò a condurre una vita di servizio dopo il suo vice regno in India, compreso il servizio per la St John Ambulance Brigare.

## Decesso
Lady Mountbatten morì all'età di 58 anni il 21 febbraio 1960 a Jesselton (la moderna Kota Kinabalu), nel Borneo del Nord (l'attuale Stato malese di Sabah). Nehru mandò la fregata Trishul a presenziare alla cerimonia con cui il feretro fu deposto in mare nel canale della Manica.

## Titoli
- 28 novembre 1901 - 18 luglio 1922: Miss Edwina Ashley
- 18 luglio 1922 - 1º gennaio 1943: Lady Louis Mountbatten
- 1º gennaio 1943 - 1º gennaio 1946: Lady Louis Mountbatten, CBE
- 1º gennaio - 23 agosto 1946: Lady Louis Mountbatten, DCVO, CBE
- 23 agosto 1946 - 12 febbraio 1947: The Rt Hon. la viscontessa Mountbatten of Burma, DCVO, CBE
- 12 febbraio - 15 agosto 1947: Sua Eccellenza The Rt Hon. la viscontessa Mountbatten of Burma, viceregina d'India, CI, DCVO, CBE
- 15 agosto - 28 ottobre 1947: Sua Eccellenza The Rt Hon. la viscontessa Mountbatten of Burma, CI, DCVO, CBE
- 28 ottobre - 1º gennaio 1948: Sua Eccellenza The Rt Hon. la contessa Mountbatten of Burma, CI, DCVO, CBE
- 1º gennaio - 21 giugno 1948: Sua Eccellenza The Rt Hon. la contessa Mountbatten of Burma, CI, GBE, DCVO
- 21 giugno 1948 - 21 febbraio 1960: The Rt Hon. la contessa Mountbatten of Burma, CI, GBE, DCVO

## Ascendenza
|                                       |              |                                | Genitori                                    |  |  | Nonni |  |  | Bisnonni                                        |  |  | Trisnonni                                      |  |
|                                       |              |                                |                                             |  |  |       |  |  | Anthony Ashley-Cooper, VII conte di Shaftesbury |  |  | Cropley Ashley-Cooper, VI conte di Shaftesbury |  |
|                                       |              |                                |                                             |  |  |       |  |  | Anthony Ashley-Cooper, VII conte di Shaftesbury |  |  | Cropley Ashley-Cooper, VI conte di Shaftesbury |  |
|                                       |              | Anne Spencer                   |                                             |  |  |       |  |  | Anthony Ashley-Cooper, VII conte di Shaftesbury |  |  |                                                |  |
| Evelyn Ashley                         |              |                                |                                             |  |  |       |  |  | Anthony Ashley-Cooper, VII conte di Shaftesbury |  |  |                                                |  |
|                                       |              | Emily Cowper                   | Peter Cowper, V conte Cowper                |  |  |       |  |  |                                                 |  |  |                                                |  |
|                                       |              | Emily Cowper                   | Peter Cowper, V conte Cowper                |  |  |       |  |  |                                                 |  |  |                                                |  |
|                                       |              | Emily Cowper                   | Emily Lamb                                  |  |  |       |  |  |                                                 |  |  |                                                |  |
| Wilfrid Ashley, I barone Mount Temple |              | Emily Cowper                   |                                             |  |  |       |  |  |                                                 |  |  |                                                |  |
|                                       |              | Walter Farquhar, III baronetto | Thomas Farquhar, II baronetto               |  |  |       |  |  |                                                 |  |  |                                                |  |
|                                       |              | Walter Farquhar, III baronetto | Thomas Farquhar, II baronetto               |  |  |       |  |  |                                                 |  |  |                                                |  |
|                                       |              | Walter Farquhar, III baronetto | Sybella Martha Rockcliffe                   |  |  |       |  |  |                                                 |  |  |                                                |  |
| Sybella Farquhar                      |              | Walter Farquhar, III baronetto |                                             |  |  |       |  |  |                                                 |  |  |                                                |  |
|                                       |              | Mary Octavia Somerset          | Henry Charles Somerset, VI duca di Beaufort |  |  |       |  |  |                                                 |  |  |                                                |  |
|                                       |              | Mary Octavia Somerset          | Henry Charles Somerset, VI duca di Beaufort |  |  |       |  |  |                                                 |  |  |                                                |  |
|                                       |              | Mary Octavia Somerset          | Charlotte Leveson-Gower                     |  |  |       |  |  |                                                 |  |  |                                                |  |
| Edwina Ashley                         |              | Mary Octavia Somerset          |                                             |  |  |       |  |  |                                                 |  |  |                                                |  |
|                                       | Jacob Cassel | Moses Cassel                   |                                             |  |  |       |  |  |                                                 |  |  |                                                |  |
|                                       | Jacob Cassel | Moses Cassel                   |                                             |  |  |       |  |  |                                                 |  |  |                                                |  |
|                                       | Jacob Cassel | Gudula Wolf                    |                                             |  |  |       |  |  |                                                 |  |  |                                                |  |
| Ernest Cassel                         | Jacob Cassel |                                |                                             |  |  |       |  |  |                                                 |  |  |                                                |  |
|                                       |              | Amalia Rosenheim               | Joseph Isaac Rosenheim                      |  |  |       |  |  |                                                 |  |  |                                                |  |
|                                       |              | Amalia Rosenheim               | Joseph Isaac Rosenheim                      |  |  |       |  |  |                                                 |  |  |                                                |  |
|                                       |              | Amalia Rosenheim               | Hermine Wilhelmine Cohen                    |  |  |       |  |  |                                                 |  |  |                                                |  |
| Amalia Cassel                         |              | Amalia Rosenheim               |                                             |  |  |       |  |  |                                                 |  |  |                                                |  |
|                                       |              | Robert Thompson Maxwell        | …                                           |  |  |       |  |  |                                                 |  |  |                                                |  |
|                                       |              | Robert Thompson Maxwell        | …                                           |  |  |       |  |  |                                                 |  |  |                                                |  |
|                                       |              | Robert Thompson Maxwell        | …                                           |  |  |       |  |  |                                                 |  |  |                                                |  |
| Annette Maxwell                       |              | Robert Thompson Maxwell        |                                             |  |  |       |  |  |                                                 |  |  |                                                |  |
|                                       |              | Mary Annie Bailey              | …                                           |  |  |       |  |  |                                                 |  |  |                                                |  |
|                                       |              | Mary Annie Bailey              | …                                           |  |  |       |  |  |                                                 |  |  |                                                |  |
|                                       |              | Mary Annie Bailey              | …                                           |  |  |       |  |  |                                                 |  |  |                                                |  |
|                                       |              | Mary Annie Bailey              |                                             |  |  |       |  |  |                                                 |  |  |                                                |  |